# Stefan Gueorguiev
Stefan Gueorguiev –en búlgaro, Стефан Георгиев– (7 de febrero de 1975) es un deportista búlgaro que compitió en halterofilia.
Ganó tres medallas en el Campeonato Mundial de Halterofilia entre los años 1997 y 2002, y siete medallas en el Campeonato Europeo de Halterofilia entre los años 1995 y 2008.

## Palmarés internacional
| Campeonato Mundial | Campeonato Mundial          | Campeonato Mundial | Campeonato Mundial |
| Año                | Lugar                       | Medalla            | Categoría          |
| ------------------ | --------------------------- | ------------------ | ------------------ |
| 1997               | Chiang Mai (Tailandia)      | Medalla de oro     | 59 kg              |
| 2001               | Antalya (Turquía)           | Medalla de bronce  | 62 kg              |
| 2002               | Varsovia (Polonia)          | Medalla de bronce  | 62 kg              |
| Campeonato Europeo |                             |                    |                    |
| Año                | Lugar                       | Medalla            | Categoría          |
| 1995               | Varsovia (Polonia)          | Medalla de bronce  | 54 kg              |
| 1996               | Stavanger (Polonia)         | Medalla de plata   | 54 kg              |
| 1997               | Rijeka (Croacia)            | Medalla de bronce  | 59 kg              |
| 1998               | Riesa (Alemania)            | Medalla de oro     | 62 kg              |
| 2002               | Antalya (Turquía)           | Medalla de plata   | 62 kg              |
| 2003               | Lutraki (Grecia)            | Medalla de plata   | 62 kg              |
| 2008               | Lignano Sabbiadoro (Italia) | Medalla de bronce  | 62 kg              |